# Nikolo Kotzev’s Nostradamus
Nikolo Kotzev’s Nostradamus (рус. Нострадамус Николы Коцева) — рок-опера болгарского гитариста, участника группы Brazen Abbot Николы Коцева о жизни и эпохе Мишеля Нострадамуса. В 2001 была выпущена в виде студийного двойного альбома. В записи приняли участие семь приглашённых вокалистов и симфонический оркестр из 35 человек.

## История создания
Николо Коцев начал работу над рок-оперой в 1997 году. Его всегда занимали сверхъестественные явления и люди, и личность Нострадамуса показалась ему очень интересной в этом плане. Коцеву понравились мистические моменты, связанные с его жизнью, в частности то, что французский врач и астролог жил в прошлом и писал предсказания о будущем. Несколько месяцев Николо собирал в Интернете информацию о Нострадамусе, примерно столько же он разрабатывал концепцию. В работе над сценарием принимали участие и другие участники проекта, особенно, Горан Эдман, игравший Призрака солдата. Одновременно Коцев начал писать музыку, на что ушло более полугода. Особый упор он делал на работу с симфоническим оркестром и хором, и сам говорил, что это является одним из ключевых отличий его проекта от метал-оперы Avantasia, вышедшей примерно в то же время. Текст песен писали сами вокалисты по инструкциям Коцева.
Коцев старался подбирать исполнителей таким образом, чтобы они максимально соответствовали своим ролям. С Гленном Хьюзом, Джо Линн Тёрнером и Гораном Эдманом ему доводилось работать ещё при записи альбомов Brazen Abbot. На роль Екатерины Медичи он изначально планировал пригласить Сэм Браун, но у неё в то время был тур. Аланна Майлс, игравшая жену Нострадамуса, порекомендовала Коцеву Сасс Джордан, которая в итоге, по мнению самого Николо, превосходно справилась с ролью. Наибольшие трудности вызвал Инквизитор. Коцеву нужен был вокалист с огромной энергией в голосе. Он приглашал Ронни Джеймса Дио, но у того был слишком плотный график. От Элиса Купера Николо даже не дождался ответа. На роль был практически утверждён Брюс Дикинсон, но именно тогда произошло его воссоединение с Iron Maiden, и у него не осталось времени на работу в рок-опере. В итоге партию Инквизитора исполнил Йорн Ланде.
Николо Коцев старался не ориентироваться на другие рок-оперы, поскольку очень не хотел, чтобы его работу сравнивали с ними, в частности, с рок-оперой «Иисус Христос — суперзвезда», которую он сам считал скорее мюзиклом. Коцев с детства изучал музыку, пять лет учился в консерватории, играл и дирижировал в симфонических оркестрах и поэтому в первую очередь он опирался на своё классическое образование.
Альбом вышел в 2001 году под лейблом SPV Records.

## Сценарий
В центре повествования — известный французский врач и астролог Мишель де Нотрдам, более известный под псевдонимом Нострадамус. Отдельной сюжетной линией является история призрака солдата, вещающего катрены знаменитого предсказателя.

### Действие I
Действие оперы разворачивается во Франции XVI века во времена правления Генриха II и Екатерины Медичи. В те годы страну раздирали серьёзные политические и религиозные противоречия. Король Генрих, провозглашённый «христианнейшим» королём, был сильным правителем и, несмотря на тёмные времена, с уверенностью обещал обеспечить своему народу счастье и благополучие (Pieces of a Dream).
Потом действие переносится во времена Французской Революции. Отряд пьяных солдат революционной армии разорил могилу Нострадамуса в городе Салоне, а один из них пил из его черепа вино. На следующий день все они были убиты роялистами, но дух солдата, пившего из черепа, не обрёл покоя. Поддерживаемый мистическими силами прорицателя, он был вынужден скитаться по миру до конца веков, предупреждая человечество о катастрофах, предсказанных Нострадамусом (Desecration).
Последующие события вновь происходят в XVI веке. Начинается повествования о детстве и молодости Нострадамуса, проведённых им в Провансе, где он изучал самые разные науки, в том числе и такие как алхимия и каббала. Он стал широко известным во Франции врачом (Introduction) и вскоре встретил свою первую любовь — Генриетту Д’Энкосс (Henriette). По мере того как росла его слава, связанная помимо прочего с его предсказаниями, инквизиция начал проявлять к Нострадамусу повышенный интерес и убедила Генриха II начать преследование пророка. В то же время многие люди пытались объяснить королю, что ему следует прислушаться к словам Мишеля, но тот был поглощён своими делами и пропускал их речи мимо ушей (Caught up in a Rush).
Затем повествование временно прерывается, и на сцену возвращается Призрак солдата, рассказывающий пророчества о взлёте и падении французского императора Наполеона Бонапарта — первого антихриста по Нострадамусу (The Eagle).
В 1537 году на Францию обрушивается эпидемия чумы, в которой погибает вся семья Нострадамуса. Такое событие надломило Мишеля и резко подорвало его авторитет как врача. Придворный Инквизитор обвинил Нострадамуса в ереси и заставил его переехать в Тулузу. Пророк стал скитальцем, но продолжал помогать людям в борьбе с чумой (Plague). Вскоре, однако, он предстал перед судом. Инквизитор приговорил Нострадамуса к сожжению на костре, но пророка спасло заступничество королевы Екатерины, глубоко уважавшей учёного (Inquisition).

### Действие II
Несмотря на преследование со стороны церковных властей, Нострадамус сделал очень опасное предсказание о скорой смерти Генриха II. Король должен был умереть на рыцарской дуэли во время торжеств, связанных со свадьбой его дочери Маргариты (The King Will Die). Учёный пытался предупредить Генриха о нависшей над ним угрозе, но Инквизитор решил, что тот пытается наложить на короля проклятие, и лишь ещё больше возненавидел Мишеля. Король, однако, не желал слушать ничьих опасений и не отменил предстоящую дуэль (I Don’t Believe).
Нострадамус же, устав от странствий и преследований, вернулся в родной Салон, где в 1547 году женился на вдове Анне Гемелль и, наконец, зажил спокойной семейной жизнью (Try to Live Again). Тогда же он начал издавать сборники своих катренов, собранных в десять Центурий. Но вскоре его сочинения были взяты на вооружение гугенотами, боровшимися с Католической Церковью (War of Religions). Это окончательно вывело из себя Инквизитора, который твёрдо решил, что Нострадамус должен умереть, и начал собирать вокруг себя своих единомышленников (Inquisitor’s Rage).
Свадьба Маргариты состоялась, и в полном соответствии с предсказанием король был поражён в глаз осколком копья капитана гвардии Монтгомери. Незадолго до смерти Генриха к нему пришёл Нострадамус. Учёный укорял павшего правителя за то, что тот не прислушался к его пророчеству, но в то же время он понимал, что двигало Генрихом — уверенность в том, что король не имеет права идти на попятный (Chosen Man).

### Действие III
Вновь появляется Призрак и зачитывает пророчества Нострадамуса, посвящённые самым страшным катастрофам, которые постигнут человечество. Он рассказывает о Второй мировой войне, развязанной вторым антихристом — Адольфом Гитлером (World War II). Потом он предсказывает грядущую Третью мировую войну и явление третьего антихриста (World War III).
После смерти Генриха инквизиция собралась отомстить за короля и убить Нострадамуса. Екатерина Медичи, верившая пророку, срочно вызвала его к себе на тайную встречу. Тем не менее, Инквизитор узнал об этом и поручил слуге подать Мишелю отравленное вино. К счастью, королева сумела найти нужное противоядие и спасла Нострадамусу жизнь. После этого она назначила его королевским врачом и советником. Инквизитору же так и не удалось осуществить свой план мести (Because of You).
Последнее в опере предсказание пророка, рассказанное Призраком, посвящено Концу Света, который согласно Центуриям, должен произойти в 3797 году (The End of the World, 3797). В финале оперы говорится о последних днях Нострадамуса и его смерти на руках у Анны Гемелль. В свой последний час предсказатель вспоминает свою жизнь и прощает всех, кто не верил или желал ему зла. Дату собственной смерти он тоже предсказал заранее (I’ll Remember You).

## Над диском работали

### В ролях
- Джо Линн Тёрнер — Мишель Нострадамус
- Аланна Майлз — Анна Гемелль
- Гленн Хьюз — Генрих II
- Сасс Джордан — Екатерина Медичи
- Горан Эдман — призрак солдата
- Йорн Ланде — инквизитор
- Дуги Уайт — рассказчик
- Хор — народ
- Хор — инквизиция

### Инструменталисты
- Николо Коцев — композитор, автор сценария, продюсер, Гитара, скрипка, клавишные
- Джон Левен — бас-гитара
- Ян Хогланд — ударные
- Мик Микаэли — орган
- Софийский симфонический оркестр под управлением Нелко Коралова

## Список композиций

### Диск 1
Act I
1. «Overture» (Instrumental) (2:58)
2. «Pieces of a Dream» (5:41)
3. «Desecration» (5:39)
4. «Introduction» (4:47)
5. «Home Again» (Instrumental) (1:29)
6. «Henriette» (5:11)
7. «Caught Up in a Rush» (4:50)
8. «The Eagle» (5:19)
9. «Plague» (5:49)
10. «Inquisition» (5:03)

Act II
1. «The King Will Die» (4:33)
2. «I Don’t Believe» (4:32)
3. «Try to Live Again» (3:58)

### Диск 2
1. «War of Religions» (3:09)
2. «The Inquisitor’s Rage» (2:48)
3. «Chosen Man» (6:21)

Act III
1. «World War II» (5:39)
2. «World War III» (5:14)
3. «Because of You» (6:05)
4. «The End of the World» (5:34)
5. «I’ll Remember You» (6:36)